# Gustav Kratzmann
Gustav Kratzmann, křtěný Gustav Filip, celým jménem Gustav Karel Filip Kratzmann (13. února 1812 Chrastava – 28. června 1902 Teplice) byl český akademický malíř, grafik a restaurátor klasicistního školení a romantického zaměření, který maloval portréty, náboženské a historické obrazy. Působil rovněž jako inspektor tří obrazáren v Praze, ve Vídni a v Pešti, v nichž obrazy také restauroval.

## Život
Narodil se v dobře situované měšťanské rodině Antona Kratzmanna (1785-1865) a jeho manželky Magdalény rodem Klösel. Rodina brzy ze severních Čech přesídlila do Prahy; oba Gustavovi bratři se stali lékaři.
Gustav vystudoval figurální malbu a kresbu na Pražské akademii u prof. Josefa Berglera. V roce 1832 poprvé vystavoval své tři kresby na výstavě, pořádané Aloisem Klarem ve Steinitzově domě v Praze na Kampě. Ve studiu pokračoval na Akademii v Drážďanech a od 13. ledna 1836 byl na studijním pobytu na Akademii v Mnichově.
Na podzim roku 1836 se usadil v Praze. Od roku 1838 podnikal studijní cesty do Itálie a do Německa. Jako malíř v Praze vystavoval poprvé roku 1840 na výstavě Společnosti vlasteneckých přátel umění, a představil se hned sedmi olejomalbami: oltářními obrazy Svatá rodina, Madona a Klanění Tří králů, a čtyřmi portréty. Podle vysokých prodejních ceny (vesměs po 200 zlatých) byl již Kratzmann úspěšným mistrem. Přesto jeho díla měla kolísající úroveň. Potřetí se představil roku 1844 na podzimní výstavě v Obrazárně Společnosti vlasteneckých přázel umění obrazem "Obětování v chrámě" . Dále posílal své obrazy pravidelně na výstavy do Drážďan, Vídně, Mnichova i Paříže. V letech 1846-1848 se vyučil restaurování obrazů u Andrease Eignera.
V roce 1852 jmenovala Společnost vlasteneckých přátel umění Kratzmanna v Praze inspektorem své obrazárny.
V roce 1858 Kratzmann přesídlil do Vídně, kde jej kníže Esterházy jmenoval správcem své galerie, o čtyři roky později jejím ředitelem. V roce 1865 Kratzmann převzal vedení Státní galerie v Pešti. V roce 1880 se vrátil do Čech a jako penzista dožil v lázeňském městě Teplicích.

## Rodina

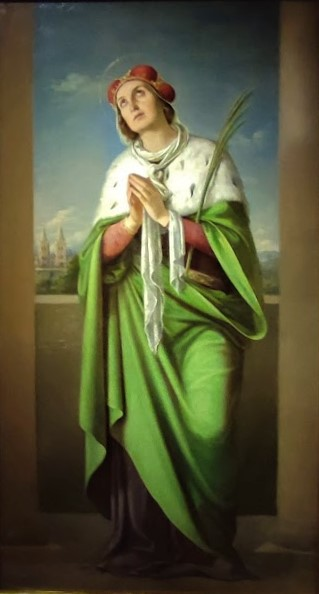
Sv. Ludmila, oltářní obraz z kostela v Netolicích, (1856)

Kratzmann bydlel od studií v Praze. Roku 1838 se oženil s Karolínou Kunzovou (̈* 1816) ze Lvova, dcerou nakladatele Carla Friedricha Kunze, činného v Bamberku. Žili v Praze až do roku 1856. Měli čtyři děti: nejstarší byl syn Gustav (1839), později poručík rakouské armády, dcera Berta (1841), syn Emil (1843), nejmladší Eduard (1847) vystudoval malířství a pracoval ve Vídni, začínal v Praze jako malíř skla. Vnuk Ernst Kratzmann se stal spisovatelem.

## Dílo
Klasicistní školení a romantické zaměření uplatnil v malbě obrazů náboženských, historických a žánrových. Jeho portréty jsou více realistické. Restauroval obrazy v galeriích, v nichž byl inspektorem. Věnoval se také litografii.
- Portréty: Císař František I: (Arcibiskupský palác v Praze); Korunní princ Rudolf Habsburský; Sochař Josef Max; Sběratel umění Josef Hoser (Národní muzeum v Praze), snoubenka Karolína se sestrou Cecílií a matkou Sofií, Tchán Friedrich Kunz a tchyně Sofie; Přátelé E.T.A. Hoffmann, Friedrich Kunz a Christian Pfeuffer, Muž s otevřenou knihou[7]
- Oltářní obrazy: Svatá rodina; Tři králové (1835)[8];
- Obětování v chrámě (1844), Sv. Anna; Trůnící Panna Maria s Ježíškem; Kristus a žena ze Samaří; Nechte maličkých přijíti ke mně (Kristus s dětmi),
- Sv. Ludmila (1856); oltářní obraz pro farní kostel v Netolicích: barevností i kompozicí vynikající olejomalba, odlišuje se od převážně schematických nazarénských kompozicím z předchozích let.
- Historické scény: Audience u krále Ludvíka XIV.[9]
- Žánry: Loučení sokolníka (nebo Návrat sokolníka?), olejomalba na dřevěné desce [10]; Strach dítěte z králíka [11]
- Zátiší: Lovecké zátiší s holuby a zeleninou[12]
- Veduty Mariánských Lázní a ilustrace publikací o Mariánských Lázních s texty malířova syna MUDr. Emila Kratzmanna[13]

## Galerie

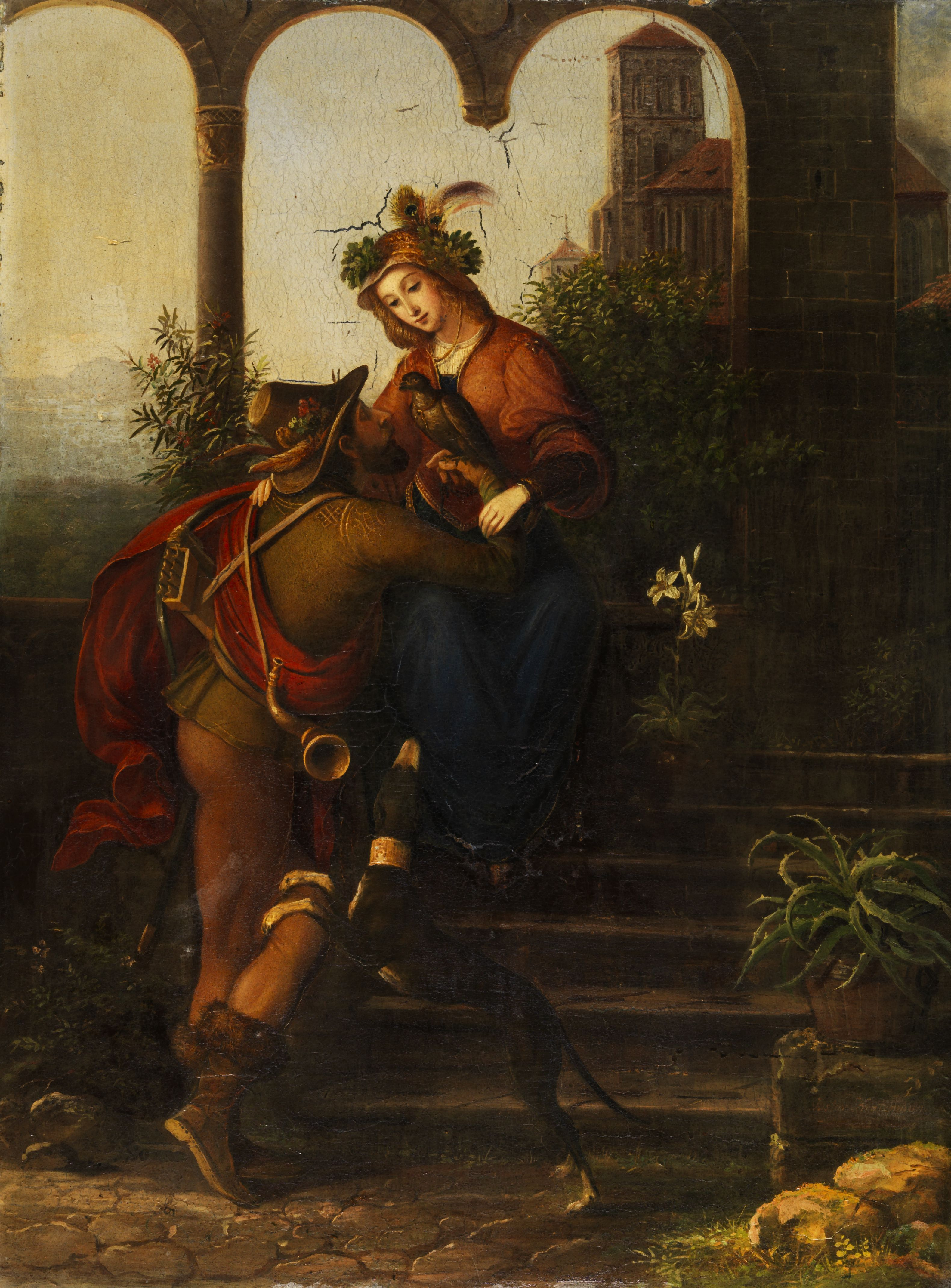
Loučení sokolníka
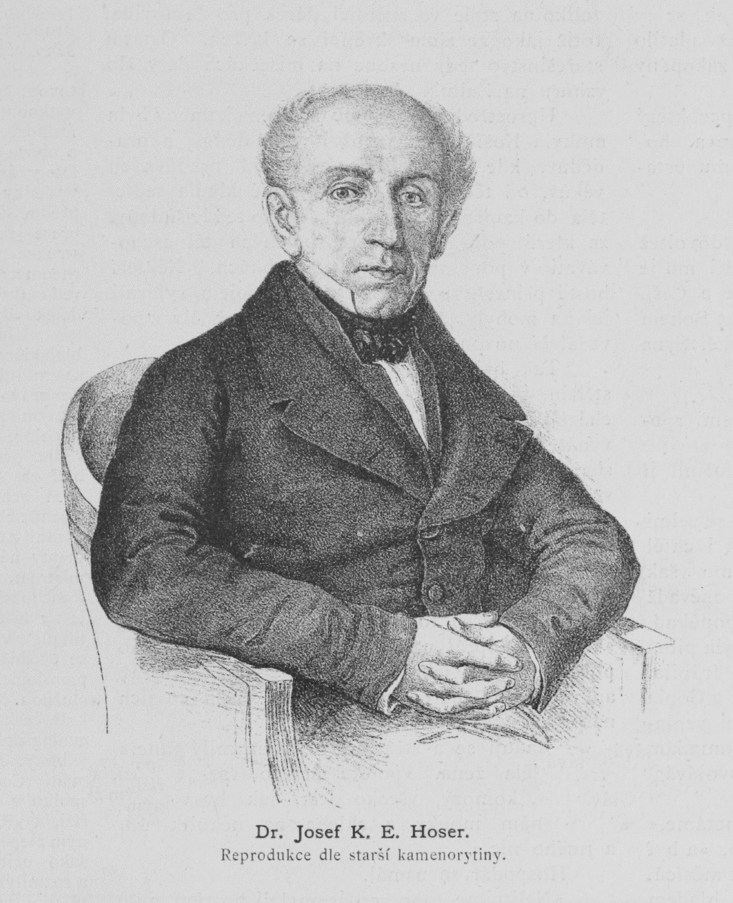
Josef Karl Hoser, kamenorytina (1884)